# Кануце (Козенца)
Кануце је насеље у Италији у округу Козенца, региону Калабрија.
Према процени из 2011. у насељу је живело 119 становника. Насеље се налази на надморској висини од 215 м.